# Semiotécnica

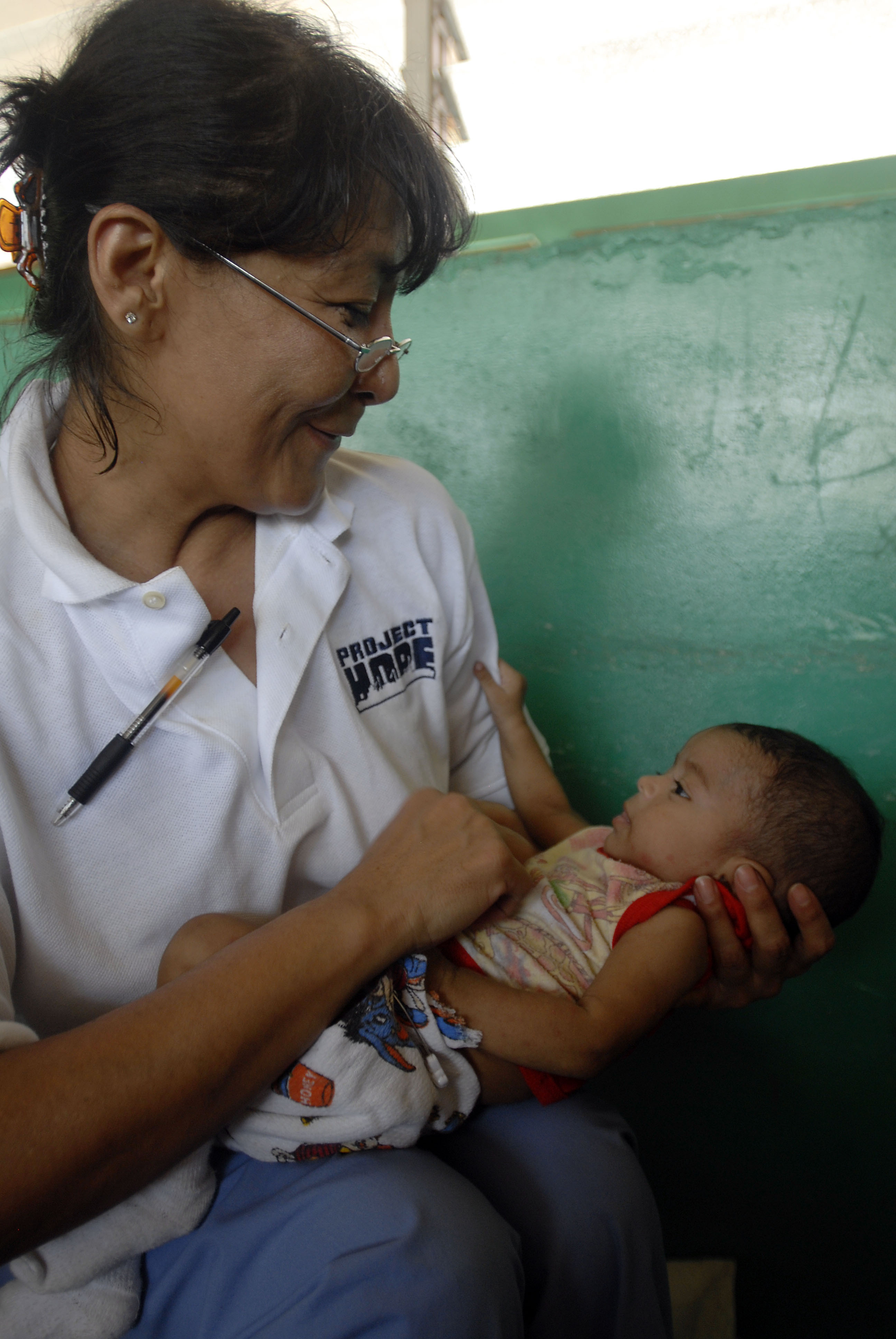
Semiotécnica é uma das habilidades mais importantes para enfermeiros

Semiotécnica (do grego σημεῖον [semeion], signo e τέχνη [tékne], técnica) é um termo das ciências da saúde para se referir aos métodos para identificar os sinais de uma doença durante um exame físico. Parte da semiologia.

## Técnicas
Um exame físico geralmente é feito através de:
- Inspeção (olhar o corpo despido);
- Palpação (sentir o corpo com os dedos e palmas das mãos);
- Auscultar (ouvir sons com o estetoscópio);
- Percussão (produção de sons, geralmente por batidas suaves em áreas específicas do corpo);

Alguns autores também incluem olfação (cheirar).

## Sinais
Os sinais vitais tipicamente analisados incluem:
1. Estado de consciência (O paciente está lúcido? Consegue falar coerentemente? Os olhos estão abertos?);
2. Frequência respiratória;
3. Temperatura corporal;
4. Pulso (frequência cardíaca);
5. Pressão arterial;
6. Sofrimento.

Geralmente essas análises são feitas com ajuda de estetoscópio, termômetro, esfigmomanômetro e relógio.
Outros sinais incluem:
- Coloração anormal na pele ou esclerótica (palidez, cianose, eritemas, descoloração, icterícia, necrose...);
- Condição do cabelo, dentes, pelos e unhas;
- Dilatação da pupila;
- Massa corporal (magro, obeso, musculoso...) e altura;
- Faixa etária;
- Humor (apatia, euforia, ansiedade...);
- Gênero;
- Inflamações e órgãos inchaços;
- Secreções e hemorragias;
- Higiene;
- Mobilidade (marcha);
- Tônus muscular (Flacidez, contratura, atrofia, hipertrofia...);
- Reflexos;
- Postura corporal.